# Palosaari (ö i Petäjävesi, Suolivesi)
Palosaari är en ö i Finland. Den ligger i sjön Suolivesi och i kommunen Petäjävesi i den ekonomiska regionen  Jyväskylä  och landskapet Mellersta Finland, i den södra delen av landet, 230 km norr om huvudstaden Helsingfors. Öns area är 2,4 hektar och dess största längd är 340 meter i nord-sydlig riktning.